# 香港樹仁大學
香港樹仁大學（英語：Hong Kong Shue Yan University），簡稱仁大、樹仁，是香港一所私立大學，校址位於香港島北角寶馬山。
在香港開埠以來及香港教育史（大專教育發展）上，該校為香港第一所獲得香港政府承認的私立大學，打破公立大學的壟斷局面，具有劃時代意義。
香港樹仁書院於1971年由胡鴻烈及鍾期榮夫婦創辦，並於1976年成為認可專上學院，改稱香港樹仁學院。港府於1978年10月18日，發表《高中及專上教育發展白皮書》，建議當時認可的三間專上學院：浸會、樹仁、嶺南改行「二、二、一」制，即兩年中六、七預科，兩年專科及一年高級進修課程，由港府給予財政資助。據嶺南大學學生會法定刊物《嶺南人》評論記載，當年的浸會、樹仁、嶺南三所院校地位上與水準上可謂並駕齊驅。然而時任創校校長鍾期榮認為，將四年學習生活分割為互不關連的三年，恐會降低學術水平，並干擾與外國大學建立的合作關係，影響學生海外升學。鍾期榮在一次演講中說過：「唯樹仁仍維持四年，可以和海內外世界主流配合，時間充裕，學科全備，較易實現全人教育之目標」。因此婉拒香港政府的財政資助，堅持私人辦學，並維持世界主流的大學四年學制。香港樹仁大學亦是最早與內地大學建立交流合作關係的香港大專院校，與北京大學、清華大學、中國人民大學等教育機構合作辦學，促進兩地教育交流。2006年12月19日，樹仁學院獲行政長官會同行政會議通過正名動議，即日生效，成為香港第一所私立大學，並於2007年2月14日舉行正名禮。
學術表現方面，香港樹仁大學於2020年QS亞洲大學排名中排401至450位，為仁大首次上榜。其後於2021年躍升至301至350位，是香港唯一獲得QS排名的私立大學。QS 2024年亞洲大學排名中，香港有十間大學上榜，當中香港樹仁大學位列351–400名，在香港的私立大學之中排首位，是連續五年QS亞洲排名最高的香港私立大學。2025年QS亞洲大學排名，香港樹仁大學升至342位。
2014年香港最佳大學民調排名（以香港大學民調研究計畫調查結果）指出，樹仁大學評分躋身第8位，超越5.74分的嶺南大學，排名超越資助大學，是16年調查以來首度有私立大學排名高於政府資助院校。2015、2016年香港最佳大學民調排名，香港樹仁大學均維持第8名。
近年香港樹仁大學致力在教學、學習及研究上推廣數碼人文。史丹福大學於2023年發布的報告「Updated science-wide author databases of standardized citation indicators」顯示，香港樹仁大學五名研究人員名列全球被引用最多的科學家的首2%。反映該校研究對學術界帶來的影響以及在國際上得到認可。

## 歷史

#### 重要里程碑

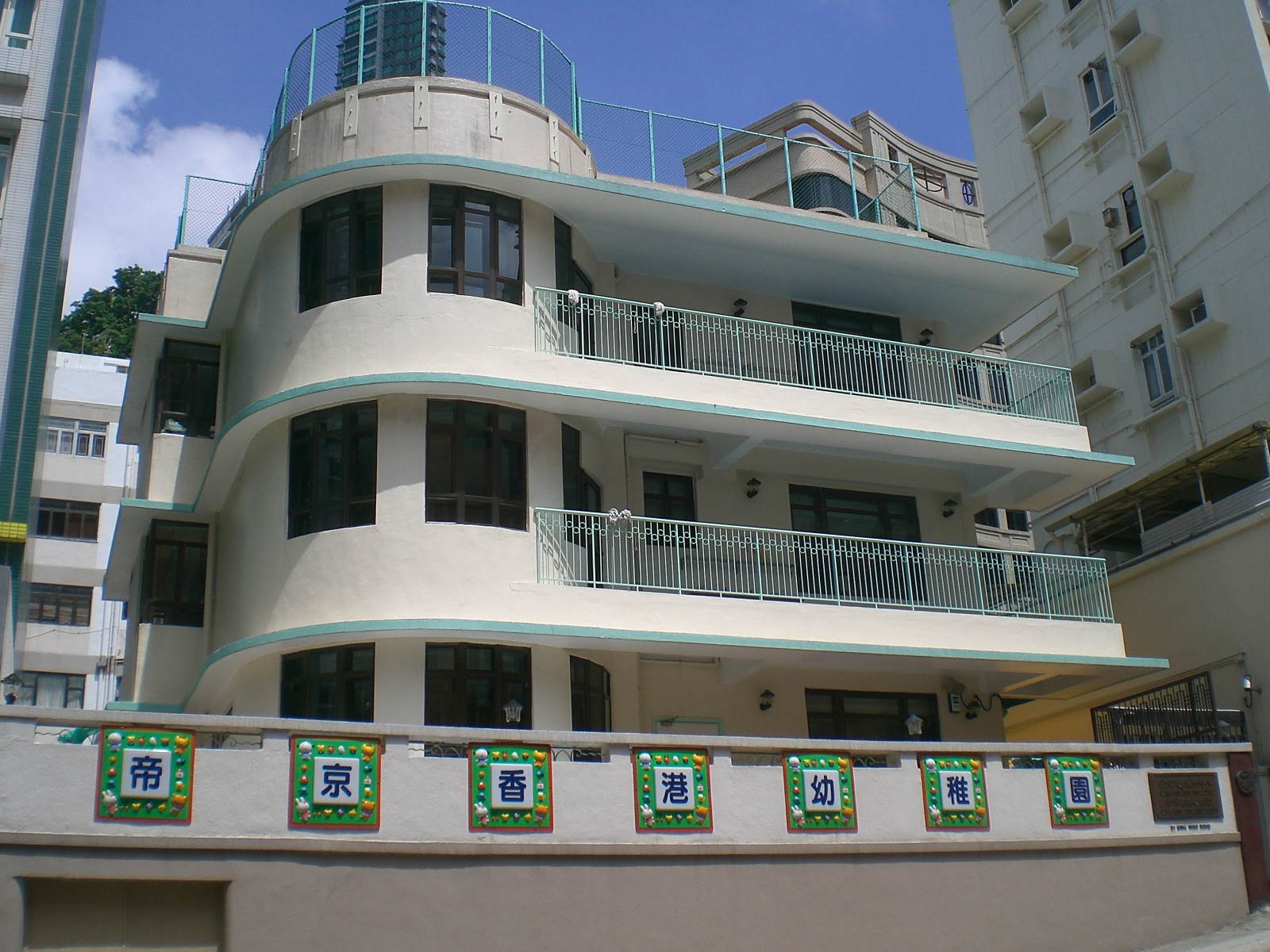
跑馬地成和道的校舍，現為一間幼稚園

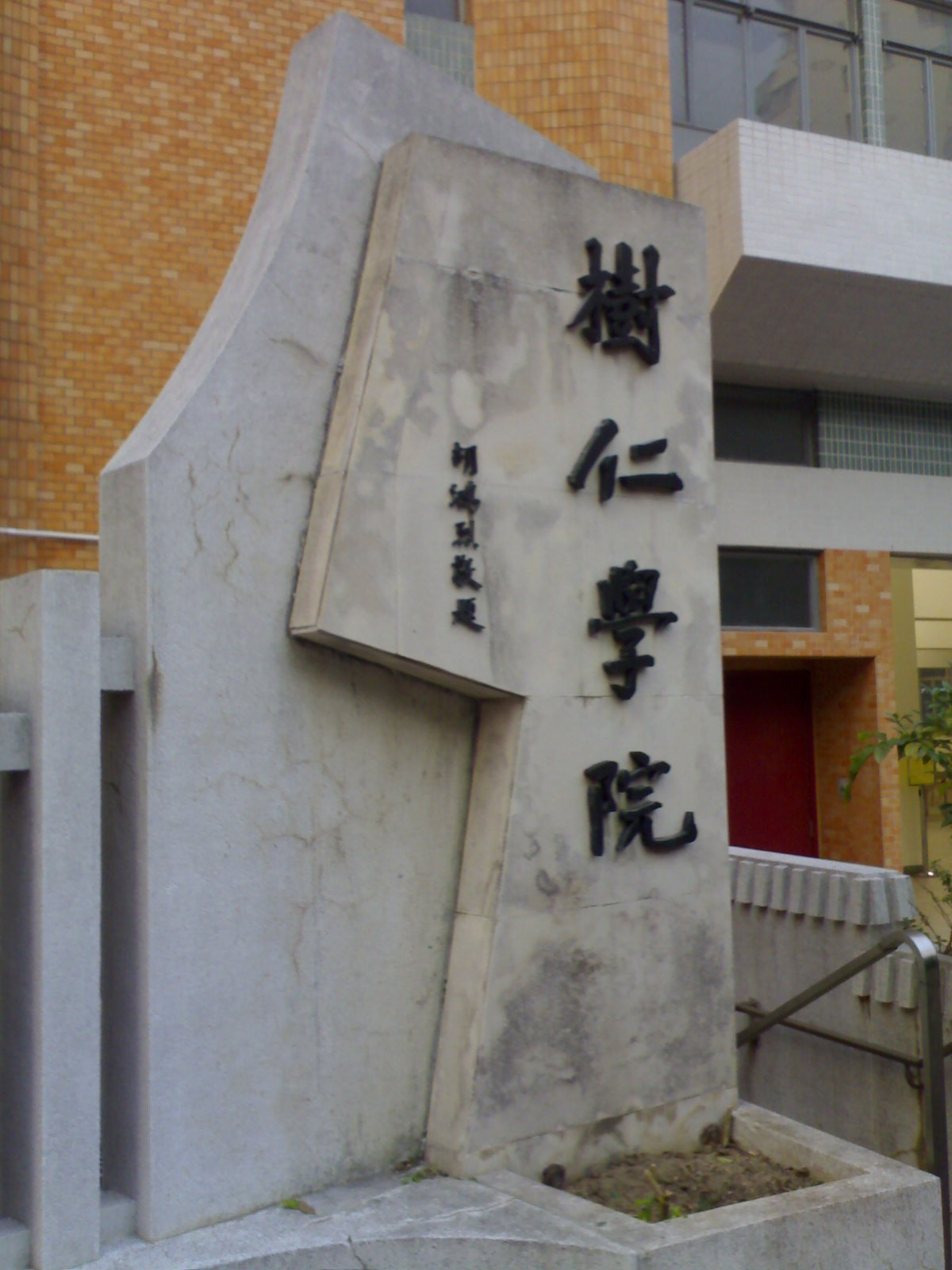
樹仁學院時期，教學大樓前之校名石碑

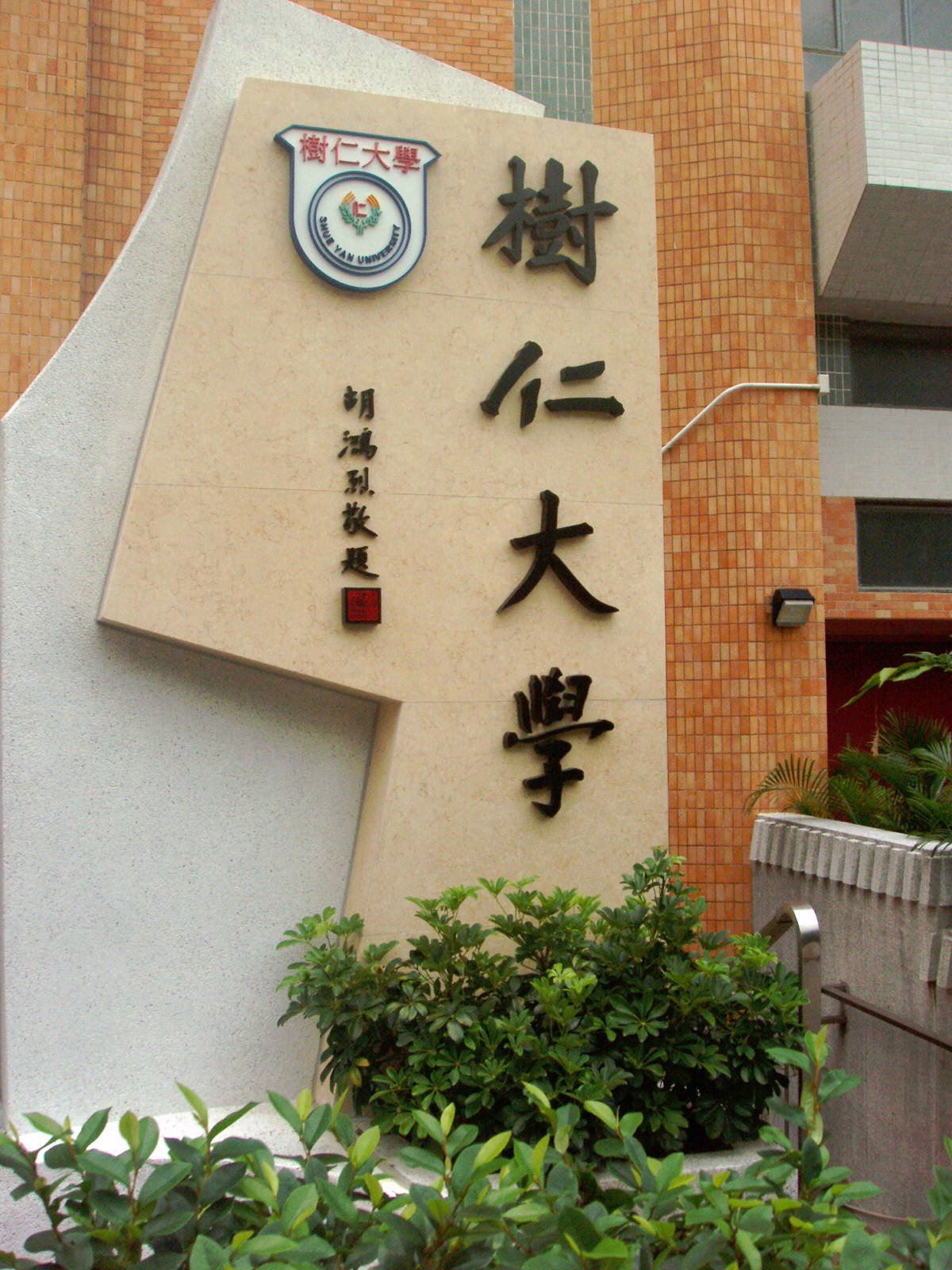
樹仁大學時期，教學大樓前之校名石碑

| 年份           | 事件 |
| -------------- | --- |
| 1971年9月20日  | 香港樹仁書院於跑馬地創立。 |
| 1976年1月28日  | 獲香港政府批准按《專上學院條例》註冊為認可專上學院，並於同年4月更名為「香港樹仁學院」。                                       |
| 1978年         | 政府撥出寶馬山的一片土地作永久校舍之用。因工程艱鉅，前後經歷多年。                                                            |
| 1985年9月      | 樹仁學院遷至寶馬山現址。 |
| 1995年         | 樹仁學院圖書館大樓落成。 |
| 2001年         | 樹仁學院通過香港學術評審局評審，政府隨即修改專上學院條例，准許學院開辦3個榮譽學士學位課程（會計、新聞與傳播、中國語言文學）。 |
| 2005年         | 樹仁學院宿舍文康大樓落成。 |
| 2006年12月19日 | 樹仁學院獲得行會建議決定通過，正名為「香港樹仁大學」，即日生效，成為香港首間私立大學。                                        |
| 2007年2月14日  | 舉行「香港樹仁大學」正名典禮。特首曾蔭權、外交部特派專員呂新華、教育統籌局局長李國章、教育學院副校長陸鴻基等人主持和出席。    |
| 2016年         | 研究及宿舍綜合大樓落成。 |
| 2018年7月9日   | 教學大樓大堂完成翻新。 |

### 樹仁書院（1971–1975）期間的發展
1971年年中，鍾期榮同年辭去浸會學院文學及社會科學院院長的職位，計劃創辦一間幼稚園，然而她的丈夫胡鴻烈說：「與其辦幼稚園，不如辦大學！」胡鴻烈於是把當大律師時所賺的財富全部投入創辦大學，並以70萬港元買下跑馬地成和道81號3層高的小洋房做課室作為校舍，開辦文史、新聞、商業、社會社工數個課程。由於當時政府不許民辦學校稱為大學，所以創校時名為「香港樹仁書院」。當時規模相當細，可說艱苦經營。

### 樹仁學院（1976–1999）期間的發展
經過數年的努力，書院建立優良校譽。於1976年，經政府教育部門評審後，按香港法例第320章《專上學院條例》註冊並更名為「香港樹仁學院」。同時，校方也開辦數個學系，令課程更多元化。1978年，政府撥出寶馬山的部份土地，作為樹仁學院的永久校址，但地皮峭斜，政府認為在坡上只能興建數層校舍。二人投放近一億元，打下176條地樁，以建成12層高的校舍。隨後，原先為同系樹仁中學的灣仔校舍，亦於1984年隨該校遷入黃竹坑，而用作同系另一間中學——樹仁書院的校舍；在該校1993年結束後，校舍才得以騰空，成為樹仁學院的第二校舍。
1978年，當時政府建議香港樹仁學院、浸會學院和嶺南學院三所認可專上學院改行「二二一」學制（即2年預科，2年專科和1年學術性教育），並由港府提供經濟資助；1988年，當時政府發表教育報告書，建議香港各間專上院校須統一學制，遵循英式三年大學模式。否則，將不獲政府資助及獲批准開辦學位課程。不過，時任校長鍾期榮認為3年太倉猝，未能讓學生有充分時間鑽研高等專門教育知識及發展，堅持沿用四年制。最終，樹仁堅持的後果是一直受到當時的香港政府的冷落，學院的發展自此大幅落後於接受政府資助的浸會學院及嶺南學院。在上世紀九十年代中期，浸會學院及嶺南學院獲政府批准開辦學位課程，樹仁學院只能繼續頒發榮譽文憑。
1999年9月，因香港特區政府教育統籌委員會發表教育改革建議，把樹仁歸類為「持續進修學院」，降低其法定地位。樹仁集合多方面的力量，設立「爭取樹仁成為私立大學委員會」，爭取支持以正名為大學，得到廣泛的正面回應。

### 正名大學之路（2000–2006）
2000年年初，教統局提供460萬港元作為評審費用，樹仁正式踏上正名之路。在2000年11月至2001年5月期間，校方接受香港學術評審局首次評審後，達成「通過評審」目標。該局認為樹仁學院「擁有舉辦學位課程的能力」，獲准開辦3個榮譽學士學位課程，首批學士學位課程在同年9月起開辦。同時，香港特別行政區政府修改香港法例第320章《專上學院條例》，容許認可專上學院在行政長官會同行政會議批准下頒授學位。因此，樹仁學院成為香港第一所可頒授榮譽學士學位的私立大專院校。不過，當時仍未得到政府批准正名為大學。隨後數年，大部份其他學系均接受香港學術評審局的專業學術評審，並獲准開辦學士學位課程。
為準備正名為大學，2005年，樹仁學院第3幢主要建築物——宿舍文康大樓，施工3年後終於落成。大樓樓高29層，可容納700多名學生及教職員住宿，並設有多項康樂設施，初具成為大學的規模。2006年5月，香港學術評審局完成對樹仁學院的最後一次院校評審，在學院完善管治及質素保證機制後授予樹仁學院學科範圍評審資格（只限指定範圍的學科，並須每五年接受校外檢討一次）。
2006年12月19日，行政長官會同行政會議決定批准香港樹仁學院正名為「香港樹仁大學」，即日生效，樹仁大學成為香港首間私立大學。
在香港學術評審局對樹仁學院之課程進行評審以前，樹仁學院已停辦所有兼讀制榮譽文憑課程。所有原榮譽文憑課程都經已通過香港學術評審局評審而成為學士學位課程。樹仁之榮譽文憑畢業生已透過修讀由校方主辦的銜接課程以取得榮譽學士學位。由2005年至2013年，總計有2158位榮譽文憑或文憑課程畢業生循這個課程獲取榮譽學士學位資格。（2007年：61位；2008年：449位；2009年：430位；2010年：611位；2011年：416位；2012年：189位；2013年：2位）

### 大學正名後發展（2007–2017）

#### 資源繼續加強，增強研究能力
2007年11月，政府決定將樹仁大學納入為第四輪配對補助金計劃的參與院校，樹仁大學在其後推出的第五輪及第六輪配對補助金計劃皆有參與。政府於2017年8月推出第七輪配對補助金，樹仁大學繼續是合資格的參與院校。
特區政府於2013年發起了院校發展計劃（IDS），目的是增強香港自資院校在其戰略研究領域的研究能力，並嚴格根據程序審議研究金額。香港樹仁大學（HKSYU）希望通過從以教學為中心的專門、研究型知識，轉向以教學為主導的研究型學習，籍此豐富其研究文化。為了響應政府，大學在2014年首次提出申請啟動了一項戰略計劃，以促進該校跨學科研究發展。 2015年，大學獲選為五個成功的申請者之一，並獲研究資助局（RGC）撥款675萬港元開展首個項目。其後，研資局又批出港幣620萬元，資助2017年1月開始的第二個項目。 數年間，多位教職員向研究資助局提出研究計劃，多半可獲「本地自資學位界別競逐研究資助計劃」撥款。相關項目將繼續為大學的所有學術人員和學生提供不同的機會，以豐富他們的研究技能，以培養研究型文化。不久將來，樹仁全體學術人員和學生將在科研合作潛力的增加，教學和學習的進一步提高以及跨學科研究興趣和研究方面取得實質性進展，籍可促進樹仁大學的學術研究風氣。
大學已滾存約三億元的儲備，用作支持研究院的營運；另外，特區政府已撥款2億元為樹仁大學成立大學發展基金，支持大學發展。

#### 人事架構調整
樹仁大學創校校長鍾期榮在2014年3月離世後，校長一職懸空。校方2015年6月發出內部公告，表示為應付樹仁未來五年發展及繁重工作量，管理層架構重組，暫時不會設置校長一職。鍾期榮的兩名兒子胡耀蘇及胡懷中原本均為副校長，在管理層重組後，胡耀蘇升任學務副校監（Provost），主理學術發展；胡懷中升任常務副校監（Deputy President），監督大學行政及資源，分擔學校事務；輔導及心理學系系主任孫天倫升任學術副校長，隸屬學術總監，所有人事變動於2015年7月1日生效。2016年3月1日，梁鏡威先生出任行政副校長。由於認可專上學院根據《專上學院條例》必須設有校長一職，樹仁大學在2017年1月回覆《明報》查詢，表示校監胡鴻烈博士兼任校長，並列明於校網大學管理人員列表內，但樹仁學生會認為校監胡鴻烈已有96歲高齡難以兼任校長，呼籲管理層盡快物色校長。

#### 課程拓展，開辦哲學碩士博士課程
樹仁大學共開設14個榮譽學士學位課程、5個碩士課程。另外，行政長官會同行政會議於2017年11月7日，批准樹仁大學頒授哲學碩士和哲學博士學位。校方決定在2018/2019學年，開辦首屆哲學碩士和哲學博士課程，將採用美國與英國混合模式，即除了修讀若干指定科目外，並要提交論文以完成課程。大學已選定約職稱為教授或副教授，並擁有指導哲學碩士或哲學博士學生經驗的老師，出任指導老師（Principle Supervisor），指導學生完成論文。另大學也會安排職稱為副教授及助理教授，並有一定研究成果的老師，出任副指導老師（Co-supervisor），協助指導和支援學生。根據校方規劃，每年招生一次，預期首5個學年每年錄取的學生數目不會超過20人。

### 未來發展

#### 寶馬山行人通道系統
2016年9月，為方便寶馬山居民及樹仁學生，路政署計劃興建寶馬山行人通道系統，以升降機和扶手電梯，連接炮台山港鐵站和寶馬山慧翠道的樹仁大學。屆時，行人通道系統將興建兩座分別高約30米及20米的升降機。寶馬山扶梯項目於2017年10月在東區區議會通過，路政署的修訂建議於2018年6月通過。

#### 擴建校舍及增設運動設施
大學鄰近的香港日本人學校初中部舊校舍（2018年9月開始空置）樹仁擬利用該校舍作為擴建及增設運動設施，已於2019年3月向教育局表示意願，希望透過空置校舍分配計劃申請使用。若申請成功，樹仁自資2000萬翻新該處，為學生、附近學校及社區人士提供運動及文康設施。然而，該校舍最終通過國際學校校舍競投，分配予同區漢基國際學校作擴展。

#### 課程擴展
未來數年，課程方面因應社會需求作出擴展。樹仁大學計劃在 2020/2021 學年開辦金融科技學士學位、心理學及人力資源管理學士學位課程。2021/2022 學年，校方開辦數據科學學士學位課程。至於碩士課程方面，遊戲治療碩士學位課程（Master in PlayTherapy）正在規劃中，目標是在 2021 年招生。社會工作碩士學位則將待香港學術及職業資歷審評局評審後，估計在 2022/2023 學年招收首批學生。

#### 加添大數據元素
2019年7月，大學與愛訊集團簽訂合作備忘錄，愛訊集團將捐出HK$20,000,000，在仁大建立大機械人及數據實驗室。機械人及大數據實驗室的設立，將可以逐步地，並實質地推動仁大在數碼年代發展相關課程。實驗室的設立，推動大學人員，在今後的學術規劃和研究中，加入大數據的元素。隨著研究院綜合大樓的落成，大學將增設數碼化及科技相關課程。大學早前獲捐贈及撥款合共4,000萬元，2020學年新增大數據、虛擬實境及社交機械人及數碼生活實驗室，並成立應用數據科學系。校方計劃分別於2021及2022學年開辦兩個新學士課程，分別為新聞及傳播學系的媒體設計與虛擬實景科技課程，以及應用數據科學系的應用數據科學課程。

## 概況

### 使命
- 樹仁大學之歷史使命乃傳承及宏揚傳統中國文化，尤其是儒家發展人道精神及推廣仁愛之教育理念，以敦仁博物為校訓。[21]

### 目標
- 為香港社會不同行業的實際需要，訓練有能力及全面均衡發展的年輕人。
- 推廣人文精神及學習自由，並對香港之高等教育作出承擔。
- 以身作則體現人文精神之德行及修養。

### 歷任要員
校監
- 胡鴻烈博士（1971年－2025年）
- 胡懷中博士（署理）（2025年－）

副校監
- 胡耀蘇教授（學務）（2015年－）
- 胡懷中博士（常務）（2015年－）

校長
- 鍾期榮博士（1971年－2014年）
- 胡鴻烈博士（2014年－2025年）
- 胡懷中博士 （署理）（2025年－）

首席副校長
- 孫天倫教授

#### 歷任校長
1971年9月20日至1976年4月稱香港樹仁書院。1976年4月至2006年12月18日稱香港樹仁學院。2006年12月19日起正式正名為香港樹仁大學。
| 任 | 肖像 | 校長        | 上任           | 卸任           | 備註     |
| -- | ---- | ----------- | -------------- | -------------- | -------- |
| 1  |      | 鍾期榮 博士 | 1971年 2月14日 | 2014年 3月2日  | 任內逝世 |
| 2  |      | 胡鴻烈 博士 | 2014年 3月3日  | 2025年 7月27日 | 任內逝世 |
| —  |      | 胡懷中 博士 | 2025年 8月1日  |                | 署理     |

### 師資
正名為大學後，大部份教職員擁有博士學位，部份教員曾於英國牛津大學、美國哈佛大學等大學進修。部份教員為樹仁大學畢業生。

### 院系與課程

#### 2006年正名前
在七十至九十年代，樹仁學院獲政府批准開辦認可學士學位課程以前，基於香港政府的教育政策及法律所限，除法定大學以外，私立院校開辦的專上學位課程都沒有得到香港政府的認可，當中包括中華民國（台灣）政府承認並由當地教育部頒發學位的珠海書院課程。當時樹仁學院如同其他私立大專院校（包括升格為大學前的浸會學院及嶺南學院）一樣，雖然已經註冊為認可專上學院，但香港法例仍然不容許私立院校頒授大學學位，所以都以榮譽文憑為名開辦全日制及兼讀制的學士學位程度課程。由於政府的教育政策意圖統一專上教育為三年制，樹仁學院沒有如浸會學院及嶺南學院一樣接受政府資助及改行三年制課程，繼續以私立大專院校的身份堅持開辦四年制榮譽文憑課程。
樹仁學院一直以大學本科的規格舉辦榮譽文憑課程，她的榮譽文憑亦因此而廣受外界認可，例如中國大陸教育部便認可樹仁學院的榮譽文憑等同學士學位，外國亦有不少大學同樣認可樹仁學院的榮譽文憑等同學士學位，另外，樹仁學院的法律及商業學榮譽文憑的畢業生更可以透過英國的Common Professional Examination考取律師資格。

#### 2006年正名後
樹仁大學共開設14個榮譽學士學位課程，也開辦授課式碩士、哲學碩士、哲學博士、輔導心理學博士課程。既打穩學生升學階梯，也使大學有更充分發展。除樹仁大學的課程外，樹仁大學亦有與中國、美國、英國和澳洲的大學合辦課程，這些合辦課程分為“分段課程”和“校外課程”。
- 分段課程：部份學科或學期在樹仁大學上課，並由樹仁大學的教職員任教，其餘學科或學期則在主辦大學上課，並由主辦大學的教職員任教。
- 校外課程：全期課程於樹仁大學上課，由主辦大學派遣教職員到樹仁大學教授。

#### 課程（本科程度）
| 所屬學系         | 課程名稱                                         | 英文名稱                                                                                         | 縮寫      | 學制       |
| ---------------- | ------------------------------------------------ | ------------------------------------------------------------------------------------------------ | --------- | ---------- |
| 中國語言文學系   | 中國語言文學（榮譽）文學士                       | Bachelor of Arts (Honours) in Chinese Language and Literature                                    | B.A.      | 四年全日制 |
| 英國語言文學系   | 英國語言文學（榮譽）文學士                       | Bachelor of Arts (Honours) in English                                                            | B.A.      | 四年全日制 |
| 歷史學系         | 歷史學（榮譽）文學士                             | Bachelor of Arts (Honours) in History                                                            | B.A.      | 四年全日制 |
| 新聞與傳播學系   | 新聞與傳播（榮譽）文學士                         | Bachelor of Arts (Honours) in Journalism and Mass Communication                                  | B.A.      | 四年全日制 |
| 新聞與傳播學系   | 媒體設計與虛擬實境科技（榮譽）文學士             | Bachelor of Arts (Honours) in Media Design and Immersive Technology Programme                    | B.A.      | 四年全日制 |
| 會計學系         | 會計學（榮譽）商學士                             | Bachelor of Commerce (Honours) in Accounting                                                     | B.Com.    | 四年全日制 |
| 工商管理學系     | 工商管理學（榮譽）學士                           | Bachelor of Business Administration (Honours)                                                    | B.B.A.    | 四年全日制 |
| 工商管理學系     | 工商管理學（榮譽）學士－數碼市場學               | Bachelor of Business Administration (Honours) in Digital Marketing                               | B.B.A.    | 四年全日制 |
| 工商管理學系     | 工商管理學（榮譽）學士－企業管治及風險管理       | Bachelor of Business Administration (Honours) in Corporate Governance and Risk Management        | B.B.A.    | 四年全日制 |
| 工商管理學系     | 工商管理學（榮譽）學士－人力資源管理與應用心理學 | Bachelor of Business Administration (Honours) in Human Resources Management - Applied Psychology | B.B.A.    | 四年全日制 |
| 經濟及金融學系   | 經濟及金融學（榮譽）文學士                       | Bachelor of Arts (Honours) in Economics and Finance                                              | B.A.      | 四年全日制 |
| 經濟及金融學系   | 金融科技（榮譽）商學士                           | Bachelor of Commerce (Honours) in Financial Technology                                           | B.Com.    | 四年全日制 |
| 法律與商業學系   | 法律與商業（榮譽）商學士                         | Bachelor of Commerce (Honours) in Law and Business                                               | B.Com.    | 四年全日制 |
| 應用數據科學學系 | 應用數據科學（榮譽）理學士                       | Bachelor of Science (Honours) in Applied Data Science                                            | B.Sc.     | 四年全日制 |
| 應用數據科學學系 | 娛樂及遊戲應用數碼方案（榮譽）理學士             | Bachelor of Science (Honours) in Digital Solutions for Entertainment and Game Applications       | B.Sc.     | 四年全日制 |
| 輔導及心理學系   | 輔導及心理學（榮譽）社會科學學士                 | Bachelor of Social Sciences (Honours) in Counselling and Psychology                              | B.Soc.Sc. | 四年全日制 |
| 輔導及心理學系   | 法證及偵緝心理學（榮譽）社會科學學士             | Bachelor of Social Sciences (Honours) in Forensic and Investigative Psychology                   | B.Soc.Sc. | 四年全日制 |
| 輔導及心理學系   | 心理學（榮譽）社會科學學士                       | Bachelor of Social Sciences (Honours) in Psychology                                              | B.Soc.Sc. | 四年全日制 |
| 社會學系         | 社會學（榮譽）社會科學學士                       | Bachelor of Social Sciences (Honours) in Sociology                                               | B.Soc.Sc. | 四年全日制 |
| 社會學系         | 藝術、文化及科技（榮譽）社會科學學士             | Bachelor of Social Sciences (Honours) in Arts, Culture and Technology                            | B.Soc.Sc. | 四年全日制 |
| 社會工作系       | 社會工作（榮譽）學士                             | Bachelor of Social Work (Honours)                                                                | B.S.W.    | 四年全日制 |

#### 課程（研究院程度）
| 所屬學系         | 課程名稱                         | 英文名稱                                                     | 縮寫      | 學制                              |
| ---------------- | -------------------------------- | ------------------------------------------------------------ | --------- | --------------------------------- |
| 工商管理學系     | 市場學及消費者心理學理學碩士     | Master of Science in Marketing and Consumer Psychology       | M.Sc.     | 一年全日制/兩年兼讀制             |
| 應用數據科學學系 | 遊戲開發與管理理學碩士           | Master of Science in Game Development and Management         | M.Sc.     | 一年全日制/兩年兼讀制             |
| 社會工作學系     | 社會工作碩士                     | Master of Social Work                                        | MSW       | 兩年全日制/三年兼讀制             |
| 輔導及心理學系   | 輔導心理學博士                   | Doctor of Psychology in Counselling Psychology               | PsyD-CoP  | 三年兼讀制                        |
| 輔導及心理學系   | 輔導心理學社會科學碩士           | Master of Social Sciences in Counselling Psychology          | M.Soc.Sc. | 兩年全日制/四年兼讀制             |
| 輔導及心理學系   | 心理學社會科學碩士               | Master of Social Sciences in Psychology                      | M.Soc.Sc. | 一年全日制/兩年兼讀制             |
| 輔導及心理學系   | 遊戲治療社會科學碩士課程         | Master of Social Sciences in Play Therapy                    | M.Soc.Sc. | 兩年全日制/三年兼讀制             |
| 輔導及心理學系   | 逆境及創傷心理學社會科學碩士課程 | Master of Social Sciences in Adversity and Trauma Psychology | M.Soc.Sc. | 一年全日制/兩年兼讀制             |
| 研究院           | 中國語言文學哲學碩士             | Master of Philosophy in Chinese                              | M.Phil.   | 兩年全日制/四年兼讀制             |
| 研究院           | 中國語言文學哲學博士             | Doctor of Philosophy in Chinese                              | PhD.      | 三年或四年全日制/四年或五年兼讀制 |
| 研究院           | 英國語言文學哲學碩士             | Master of Philosophy in English                              | M.Phil.   | 兩年全日制/四年兼讀制             |
| 研究院           | 英國語言文學哲學博士             | Doctor of Philosophy in English                              | PhD.      | 三年或四年全日制/四年或五年兼讀制 |
| 研究院           | 歷史學哲學碩士                   | Master of Philosophy in History                              | M.Phil.   | 兩年全日制/四年兼讀制             |
| 研究院           | 歷史學哲學博士                   | Doctor of Philosophy in History                              | PhD.      | 三年或四年全日制/四年或五年兼讀制 |
| 研究院           | 經濟學哲學碩士                   | Master of Philosophy in Economics                            | M.Phil.   | 兩年全日制/四年兼讀制             |
| 研究院           | 經濟學哲學博士                   | Doctor of Philosophy in Economics                            | PhD.      | 三年或四年全日制/四年或五年兼讀制 |
| 研究院           | 社會學哲學碩士                   | Master of Philosophy in Sociology                            | M.Phil.   | 兩年全日制/四年兼讀制             |
| 研究院           | 社會學哲學博士                   | Doctor of Philosophy in Sociology                            | PhD.      | 三年或四年全日制/四年或五年兼讀制 |
| 研究院           | 心理學哲學碩士                   | Master of Philosophy in Psychology                           | M.Phil.   | 兩年全日制/四年兼讀制             |
| 研究院           | 心理學哲學博士                   | Doctor of Philosophy in Psychology                           | PhD.      | 三年或四年全日制/四年或五年兼讀制 |

#### 現與外地大學合辦課程
| 所屬院校                 | 課程名稱             | 英文名稱                                       | 縮寫   | 學制       | 合辦類型 | 附註                           |
| ------------------------ | -------------------- | ---------------------------------------------- | ------ | ---------- | -------- | ------------------------------ |
| 英國列斯特大學           | 經濟學（榮譽）文學士 | Bachelor of Arts (Honours) in Economics        | B.A.   | 三年全日制 | 分段課程 |                                |
| 英國列斯特大學           | 經濟學（榮譽）理學士 | Bachelor of Science (Honours) in Economics     | B.Sc.  | 三年全日制 | 分段課程 |                                |
| 美國路易斯安那州門羅大學 | 工商管理碩士         | Master of Business Administration              | M.B.A. | 兩年兼讀制 | 校外課程 | 課程網頁（页面存档备份，存于） |
| 中國北京大學             | 中國近現代史文學碩士 | Master of Arts in Contemporary Chinese History | M.A.   | 三年兼讀制 | 校外課程 |                                |
| 華夏科技大學             | 資產與物業管理碩士   | Master of Asset and Property Management        | M.A.   | 兩年兼讀制 | 校外課程 | 課程網頁（页面存档备份，存于） |

#### 曾與外地大學合辦課程
| 所屬院校         | 課程名稱                     | 英文名稱                                               | 縮寫   | 學制                           | 合辦類型 | 附註                           |
| ---------------- | ---------------------------- | ------------------------------------------------------ | ------ | ------------------------------ | -------- | ------------------------------ |
| 英國格萊摩根大學 | 會計學（榮譽）文學士         | Bachelor of Arts (Honours) in Accounting and Finance   | B.A.   | 三年全日制                     | 分段課程 |                                |
| 英國格萊摩根大學 | 商業學（榮譽）文學士         | Bachelor of Arts (Honours) in Business Studies         | B.A.   | 三年全日制                     | 分段課程 |                                |
| 英國史特靈大學   | 貨幣銀行及財務（榮譽）文學士 | Bachelor of Arts (Honours) in Money, Banking & Finance | B.A.   | 三年全日制                     | 分段課程 |                                |
| 美國阿拉巴馬大學 | 社會工作碩士                 | Master of Social Work                                  | M.S.W. | 兩年兼讀制                     | 分段課程 | 課程網頁                       |
| 中國人民大學     | 新聞學碩士                   | Master of Journalism                                   | M.J.   | 三年兼讀制                     | 校外課程 |                                |
| 中國政法大學     | 法學第二學士                 | Second Bachelor of Law                                 | LL.B.  | 兩年兼讀制                     | 校外課程 | 課程網頁                       |
| 北京語言大學     | 中文學博士                   | Doctor of Philosophy in Chinese                        | Ph.D.  | 四年兼讀制                     | 校外課程 | 課程網頁                       |
| 澳洲渥倫崗大學   | 英國語文及語言學學士         | Bachelor of Arts (English Language and Linguistics)    | B.A.   | 三年全日制                     | 分段課程 |                                |
| 澳洲渥倫崗大學   | 商業學學士                   | Bachelor of Commerce                                   | B.Com. | 三年全日制                     | 分段課程 |                                |
| 澳洲新英倫大學   | 輔導學哲學博士               | Doctor of Philosophy in Counselling                    | Ph.D.  | 三至四年全日制或四至八年兼讀制 | 校外課程 | 課程網頁（页面存档备份，存于） |

## 學術表現

### 大學排名

#### QS排名
- 香港樹仁大學在2020年國際高等教育資訊機構Quacquarelli Symonds（QS）排名排行亞洲第401至450位之內，亦是樹仁大學首次上榜。可見樹仁大學在學術及研究都獲得國際肯定及認可，亦對本港私立大專院校的發展有長遠而正面的影響。[29]

- 院校排名機構Quacquarelli Symonds(QS)公布2021年亞洲大學排名，香港樹仁大學於去年首度躋身上述排名，今年繼續成為唯一上榜的香港私立院校，排名更躍升至第301至350名。樹仁常務副校監胡懷中對排名躍升感到欣喜，由此證明創校校長鍾期榮和校監胡鴻烈期望透過辦學推行「仁者教育」的道路正確。樹仁大學在教學質素的堅持再次獲國際學術界的認同和肯定，有賴師生在教學、研究上不斷努力。[30][31]

- 國際高等教育資訊機構（QS）公布2024年亞洲大學排名，本港有十間資助和私立大學上榜，當中香港樹仁大學位列351-400名，在香港的私立大學之中排首位。

## 收生情況
參考傳媒及自資專上教育委員會公開資料，該校全日制大專課程的實際收生人數如下：
| 學年    | 學士學位 | 銜接學位 | 收生總數 | 備註 |
| ------- | -------- | -------- | -------- | ---- |
| 2012/13 | 1,354    | -        | 1,354    |      |
| 2013/14 | 1,495    | -        | 1,495    |      |
| 2014/15 | 1,262    | -        | 1,262    |      |
| 2015/16 | 1,337    | -        | 1,337    |      |
| 2015/16 | 1,337    | -        | 1,337    |      |
| 2016/17 | 880      | -        | 880      |      |
| 2017/18 | 982      | 268      | 1,250    |      |
| 2018/19 | 961      | 267      | 1,228    |      |
| 2019/20 | 826      | 277      | 1,103    |      |
| 2020/21 | 648      | 442      | 1,090    |      |
| 2021/22 | 544      | 607      | 1,151    |      |
| 2022/23 | 698      | 410      | 1,108    |      |

## 文化傳統及特色
樹仁大學所有課程為文科、社會科學、理學與商科課程，並沒有科學、工程學或醫學。教學語言為英語，輔以粵語。教科書及講義的文字主要為英語，輔以少量中文。

### 國文課程
樹仁大學致力宣揚中國文化及儒學，因此所有一年級學生於上、下學期，皆要修讀大一國文（除中國語言及文學系同學外）。
| 序號 | 白話篇章名稱                       |
| ---- | ---------------------------------- |
| 1    | 金耀基《大學之理念、性格及其問題》 |
| 2    | 梁實秋《文學的基本認識》           |
| 3    | 劉以鬯《蛇》                       |
| 4    | 郁達夫《故都的秋》                 |
| 5    | 夏丏尊《生活的藝術》               |

| 序號 | 文言篇章名稱                            |
| ---- | --------------------------------------- |
| 1    | 《禮記·學記（页面存档备份，存于）》     |
| 2    | 《國語·勾踐滅吳（页面存档备份，存于）》 |
| 3    | 《莊子·逍遙遊（页面存档备份，存于）》   |
| 4    | 《詩經·伐檀（页面存档备份，存于）》     |
| 5    | 《史記·過秦論（页面存档备份，存于）》   |

為了使學生更瞭解儒家思想，一年級學生須撰寫關於《論語》及《孟子》的閱讀報告，字數為2000-2500字。
考試形式為讀本問題，學生須熟讀上課教授的篇章，題型全為問答題。
樹仁之國文課程有別於其他大學（其他大學不要求學生閱讀文學篇章，包括文言文，課程以實用中文為主），這便有助樹仁學生鑑賞文章之能力。

### 英語及普通話課程
所有一年級同學需要接受英文課程，以確保學生的基本語言能力（除英文系學生之外）；而普通話課程則由2017年起改為只有中文系學生必修。

### 普通話培訓測試中心
樹仁大學設有普通話培訓測試中心，由中國國家級普通話水平測試員李娥珍女士出任主任。每年約有近600名學生參與國家普通話水平測試。

### 新傳系實習刊物
為使新聞與傳播學系學生有更多採訪及寫作訓練，新傳系出版印刷刊物《仁聞報》（页面存档备份，存于）、新聞網站說·在線、香港新聞網（页面存档备份，存于）及樹仁新傳電台（页面存档备份，存于），全由新傳系學生負責，並由校內教授指導。校方規定，二年級學生須於《仁聞報》和《說·在線》出任實習記者，而三年級學生則須出任編輯。

## 校園環境

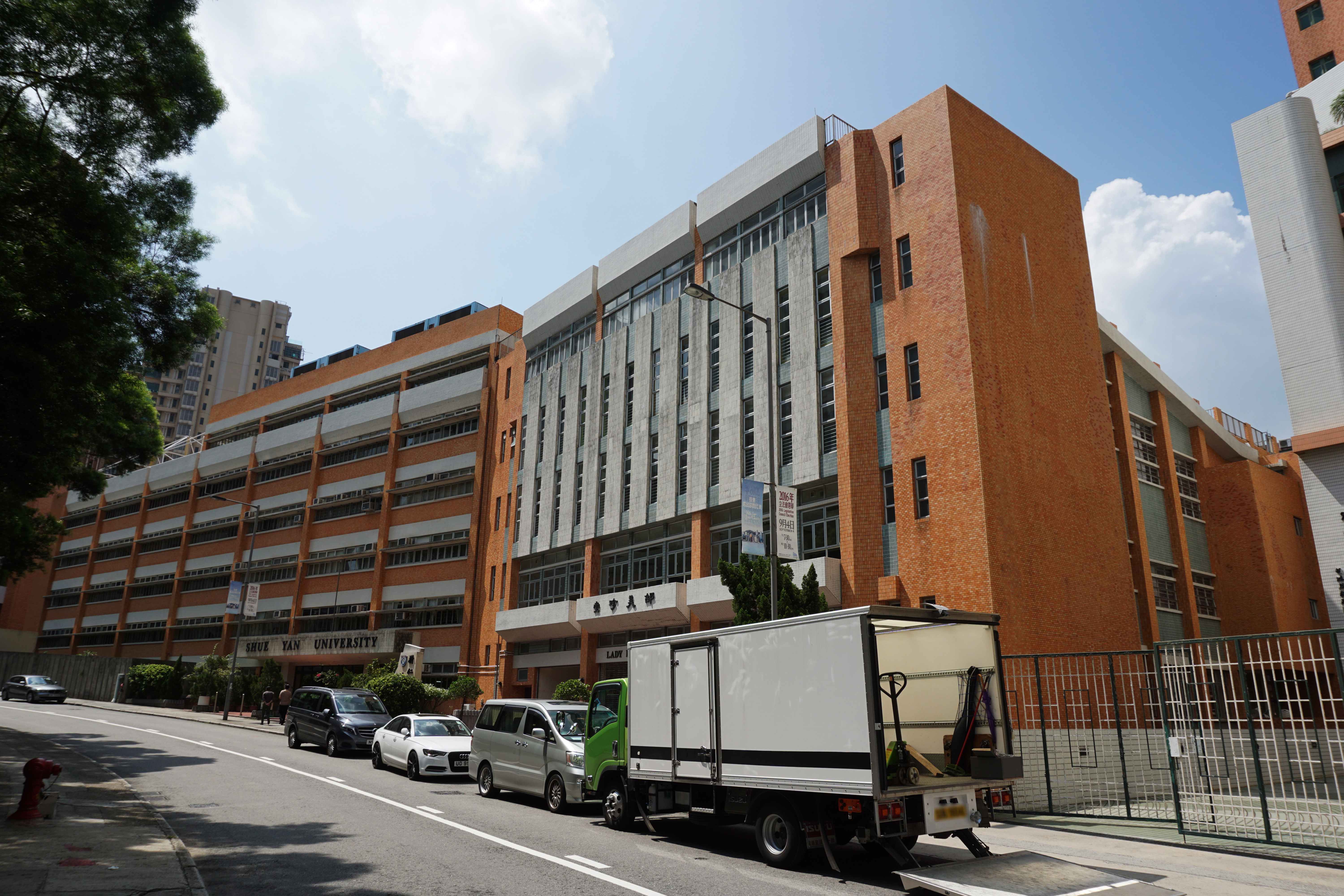
教學行政大樓（邵美珍堂）

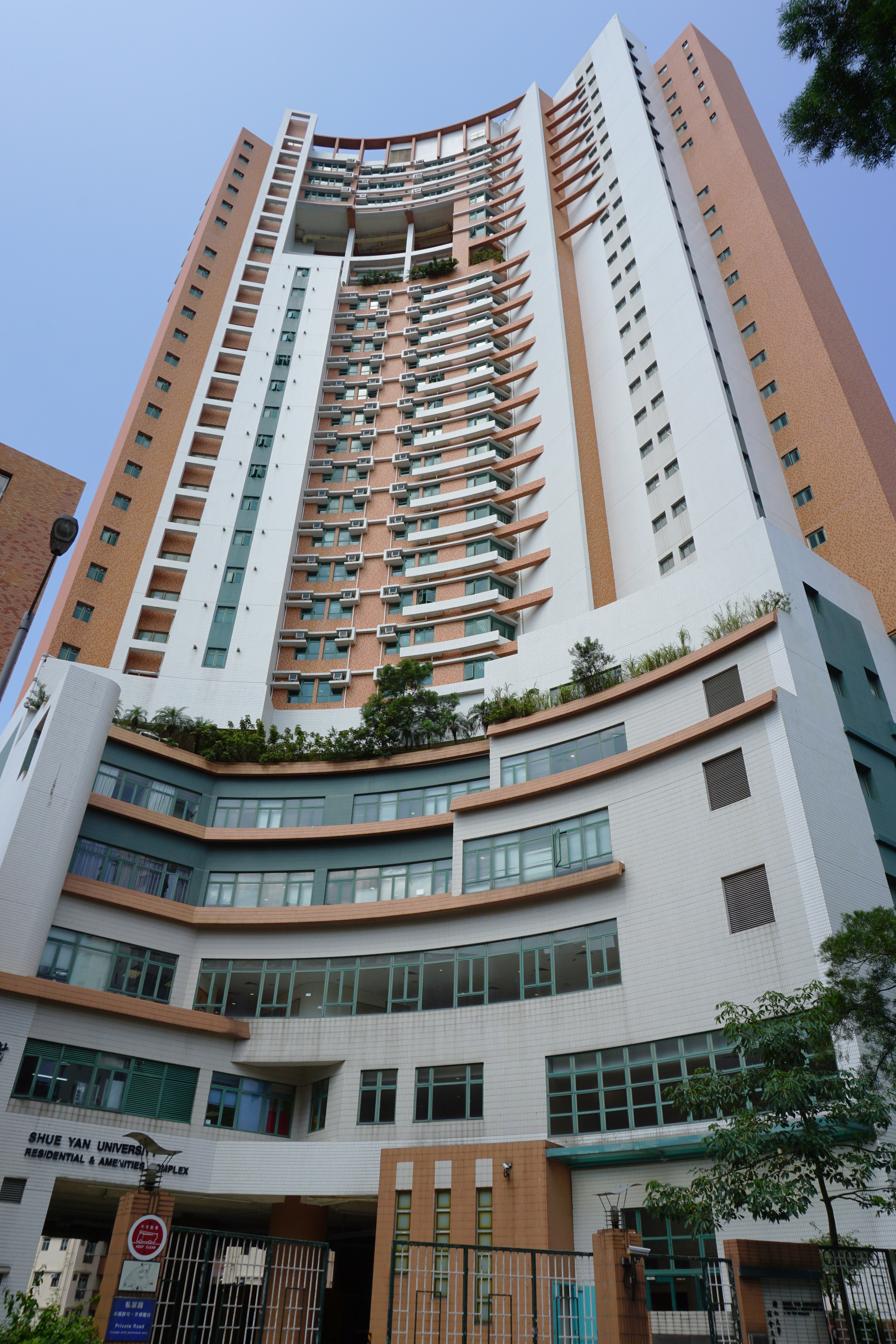
學生宿舍文康大樓西南面

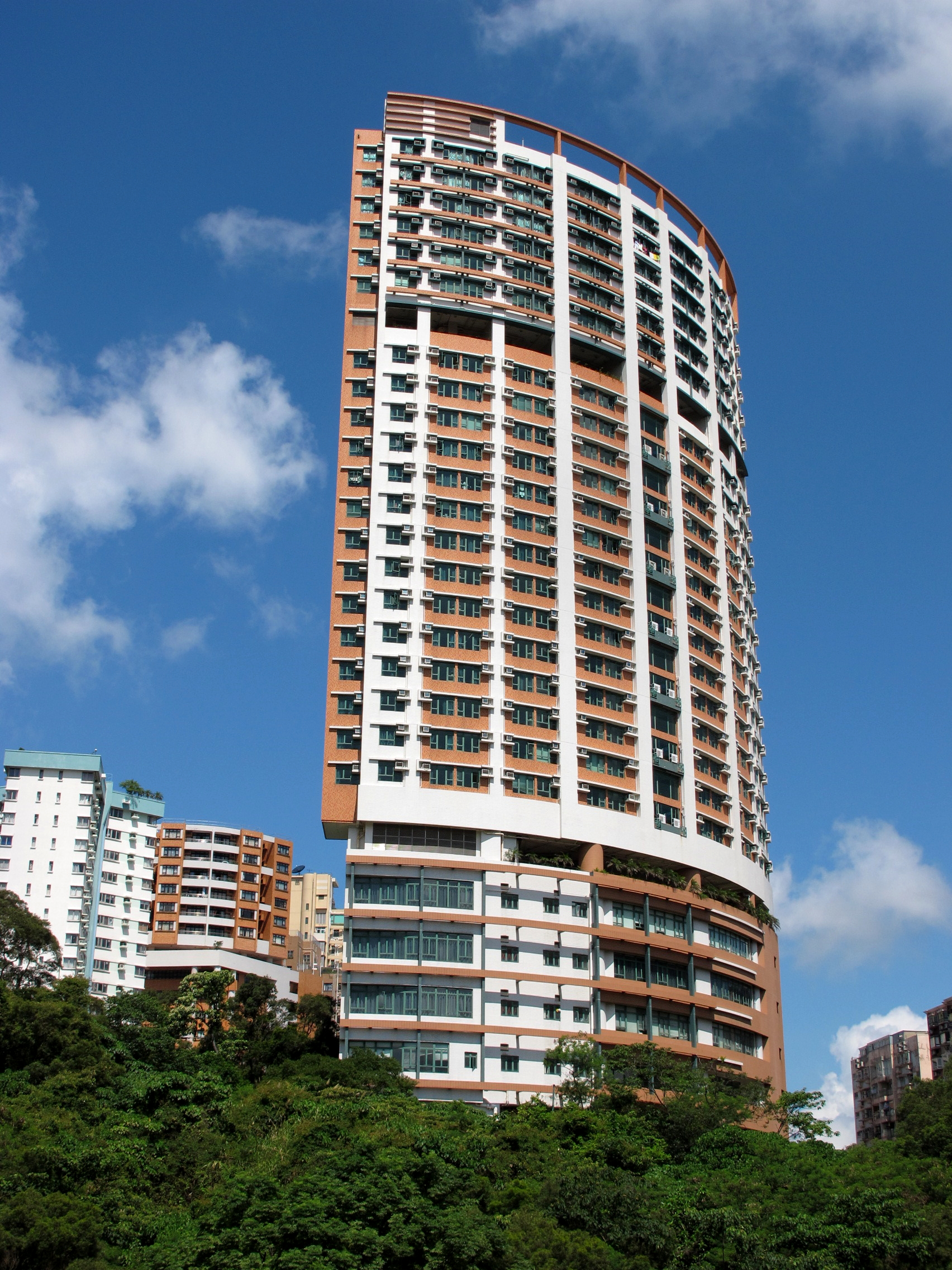
學生宿舍文康大樓東北面

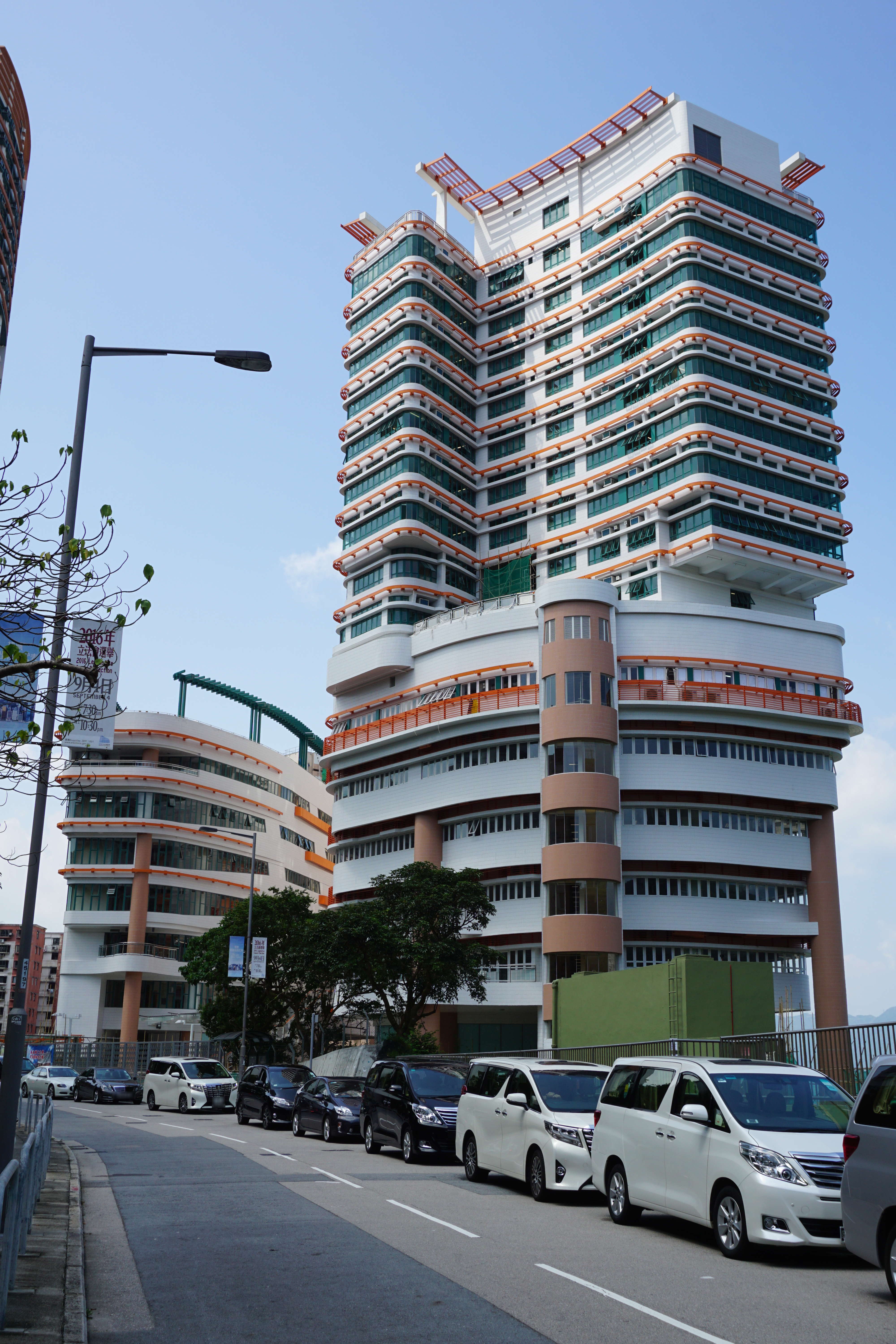
研究院及宿舍綜合大樓

位於香港北角的寶馬山，鄰近賽西湖公園，可俯瞰維多利亞港。校園分為四部份：
教學行政大樓
1985年建成。樓高12層，設施有普通課室、電腦室、演講廳、禮堂、籃球場、室內運動場、室內壁球場、教授辦事處等。

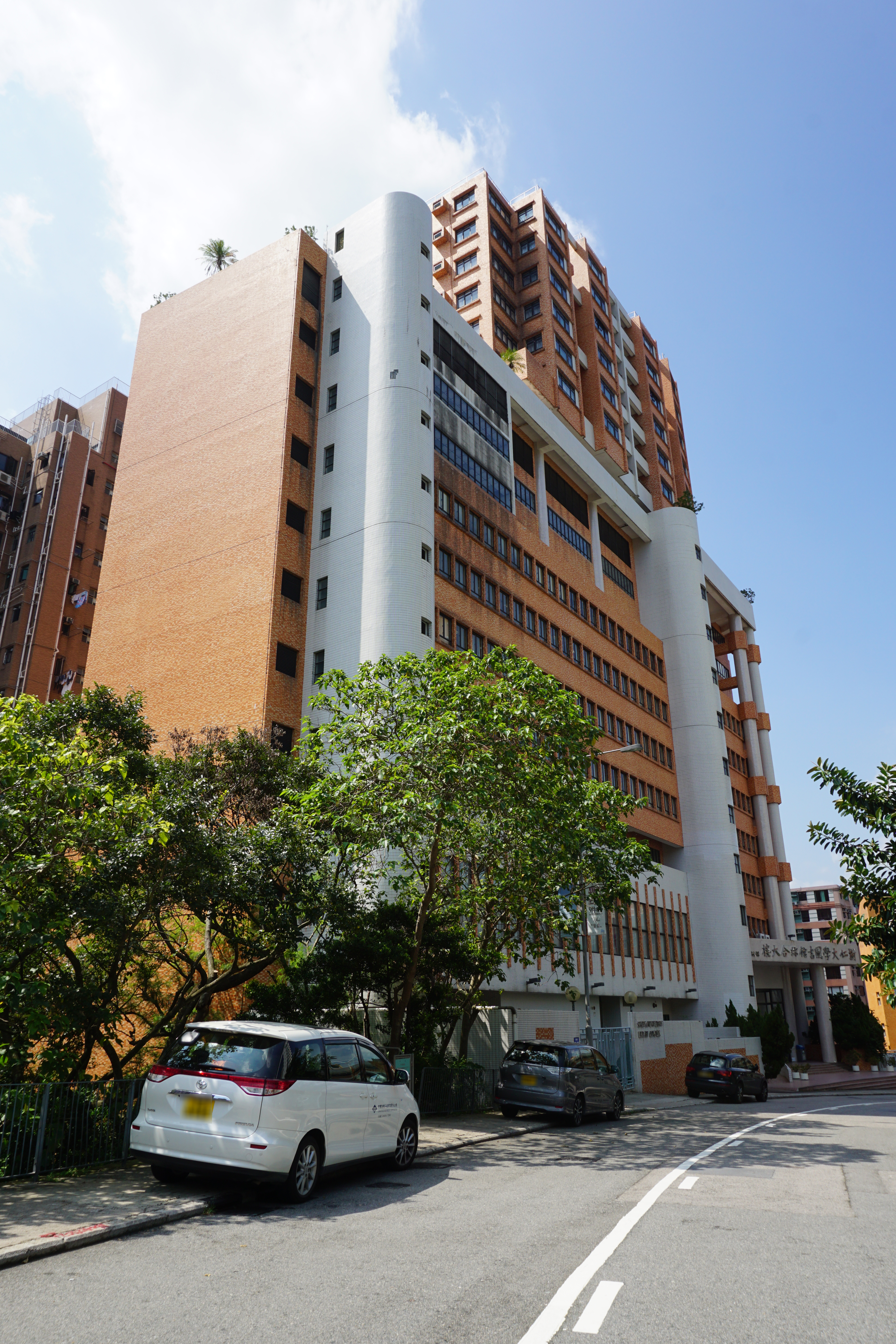
圖書館綜合大樓
1995年建成。樓高19層，設施有圖書館、停車場、訪客賓館及會議中心等。
學生宿舍文康大樓
2005年建成。樓高29層，設有學生宿舍、健身室、學生事務處、室內運動場、游泳池、自修室茶座、多用途活動室及會議室等，學生會及學生活動中心亦設於大樓內。6至22樓為本科生宿舍，23至26樓為教職員宿舍。
本科生宿舍舍堂分佈如下：
| 樓層       | 舍堂名稱 |
| ---------- | -------- |
| 18樓及19樓 | 冬青堂   |
| 16樓及17樓 | 龍柏堂   |
| 14樓及15樓 | 楓葉堂   |
| 12樓及13樓 | 紫薇堂   |
| 10樓及11樓 | 櫻花堂   |
| 8樓及9樓   | 棉花堂   |
| 6樓及7樓   | 楓楊堂   |

研究院及宿舍綜合大樓
於2015年年底落成大樓基本建築，並開始進行裝修。於2016-17學年下學期正式啟用。以子母樓模式興建。大樓地盤面積為7,400平方米，總樓面面積約35,350平方米，其中29%會撥作學生宿舍，提供500多個宿位。再加上文康大樓的500個宿位，預計將來樹仁大學學生可以達到4年一宿。
大樓為雙幢式設計，由高低兩座建築物及裙樓組成。高低座採用互通設計，以室外空中天橋連接。
1. 高座15層（6樓至14樓為宿舍，1樓至5樓是課室、學習室、研究室和辦公室等）
2. 低座7層（主要作課室、學習室、辦公室和大學食堂等用途）
3. 裙樓5層（主要設施包括LG2多媒體製作中心及LG5多用途會堂）[37]

基本建築費以2011年的價格計算為5億多港元。

研究院及宿舍綜合大樓本科生舍堂
博遠堂於2021年建立，為研究院宿舍跨樓層的本科生舍堂，致力於籌辦宿舍內學術交流、聯誼活動。舍堂響應「儒家辦學」理念，鼓勵宿生在課餘時間服務社會。
灣仔校舍
位於灣仔峽道7號，前身是樹仁書院（中學），近年仁大收生人數持續上升，寶馬山校舍的設施開始不敷應用，校方因此決定徵用灣仔校舍，進行內部改建和裝修，2008-2009學年開始，將1年級的「大一國文」和「English Usage」兩個科目的課堂，分流到灣仔校舍上課。

## 學生會
香港樹仁大學學生會（英語：The Student Union of Hong Kong Shue Yan University），代表所有在香港樹仁大學攻讀榮譽文憑或榮譽學士學位課程之會員學生，
香港樹仁大學學生會成立於1983年，前稱「香港樹仁學院學生會」，是經香港社團註冊條例註冊的獨立組織，獲校方承認為不屬校內團體之學生組織，並不受校方直接管治。

### 歷史
1983年，香港正面臨回歸的風波，而當時的樹仁學院亦被政府的「大學三年制」孤立。樹仁的學生面對外憂內患，決定組織一個能夠代表學生的組織，為同學、為學校爭取權益，為香港出一分力，貢獻社會。其後，全校近千名同學集結於香港大學，召開會員大會並訂定會章，獲在場學生幾乎一致通過。及後，經皇家香港警務處註冊，「香港樹仁學院學生會」成為獨立組織社團，正式成立。
隨著香港樹仁學院於2006年正名為香港樹仁大學，樹仁學生會於2007年亦更名為「香港樹仁大學學生會」。多年以來，樹仁學生會一直獨立於校方，奉行「學生民主自治」的精神，讓同學既可體驗民主的可貴，亦令學生的活動更能切合同學的需要。另一方面，同學亦可藉學生會向學校及外界表達意見，促使有關機構多加關注和改善。
樹仁學生會會室現址位於香港樹仁大學宿舍文康大樓H204室，屬租用性質，會方每年均須向仁大校方繳交象徵式租金。

### 宗旨
以下為樹仁學生會之創立宗旨：
1. 本著民主自治精神，謀求會員福利，培養學術風氣。
2. 培養同學對社會之認識及責任感。
3. 促進同學與校方之溝通及聯繫，並與校方致力爭取權益及提高學術地位。

### 架構
樹仁學生會的組成包括幹事會、編輯委員會、評議會，另外設有全民投票及全民大會。幹事會對外代表學生會，為學生會最高行政機構，負責處理本會日常事務及代表全體會員。編輯委員會為負責樹仁學生報出版事宜之行政組織，出版學生報「DARE」。評議會為學生會最高監察、立法及仲裁機構，並代表民意。

## 爭議事件

### 孫天倫與亞洲專業輔導協會疑似利益輸送醜聞
2015年8月12日，《明報》報道，樹仁大學輔導及心理學系突然更改畢業要求，培訓時數從150小時減至75小時，另外，56小時改由學校安排指定課程，及有19小時要求學生報讀由學術副校長孫天倫創辦的「亞洲專業輔導協會」課程。學生抱怨被迫重新報讀孫天倫領導的培訓班，已累積的培訓時數有一半失效。此外，事件牽涉大學管理層創辦機構，硬性規定學生參加機構的培訓課程，該機構再向校方收取相關費用，故被指消「利益輸送」。
捲入事件的亞洲專業輔導協會創立於2004年，創辦人包括學術副校長孫天倫及謝佩芝等樹仁教職員，辦公室地址為樹仁大學圖書館綜合大樓，課程亦經常借用大學教室，大學校監胡鴻烈更是贊助人，但該機構並非附屬於樹仁大學。據報道指，該協會會員不少是樹仁大學輔導及心理學系畢業生，但對於協會的資格認受性卻不清楚。該協會於2014年有約9.7萬元收入，會員費及活動收入各佔一半。
過去輔導及心理學系的內聯網不時會發出有關該協會的課程資料，學生可自行選擇參加。然而，學系在內聯網通告中並未提及是次培訓課程是否收費。直至有傳媒就事件查詢後，學系才於周一向學生再發通告澄清，指三年級學生可免費報讀有關課程，但未提到一至二年級安排。
孫天倫接受《明報》查詢時承認更改安排，指原因是學生之前申報的機構培訓質素參差，新安排是期望能提升學術質素。對於學生質疑必須報讀亞洲專業輔導協會的課程涉「利益輸送」，孫稱指控是無中生有。但孫天倫承認亞洲專業輔導協會並非樹仁大學附屬機構，卻強調學費已包括課程中的培訓費用，報讀有關機構無打算向學生額外收費。

### 國力書院「時光隧道」醜聞
2015年11月，國力書院偽造文書醜聞被揭發後，樹仁大學被發現超過十位經濟及金融學系與工商管理學系教職員擁有菲律賓比立勤國立大學（BulSU，BSU）的博士或碩士學位。
擁有比立勤國立大學博士學位的教職員包括：
- 工商管理學系系主任（行政）兼副教授、鴻福堂執行董事：司徒永富；
- 工商管理學系兼職講師：王志康（亦是國力書院前校長）；
- 工商管理學系助理教授：林志輝（亦是國力書院的課程招生代理，又有為國力代辦的菲律賓太歷國立大學的課程授課）；[47]
- 工商管理學系助理教授：鍾李敏儀；
- 工商管理學系合約講師：梅志榮;
- 經濟及金融學系副教授：潘志昌；
- 經濟及金融學系助理教授：黃福建；
- 經濟及金融學系助理教授：楊偉文；
- 經濟及金融學系助理教授：朱蘊齡：
- 經濟及金融學系兼職講師：韓大遠。

持有比立勤國立大學碩士學位的教職員包括：
- 工商管理學系臨時講師：Wong Shun-kin（比立勤國立大學工商管理學碩士）。

其後校方召開記者會，副校長孫天倫承認，樹仁大學於2006年要由學院升格為大學，同事需提升自己學歷，她相信有關大學較易取得學位，教職員在經濟及時間限制下，選擇入讀菲律賓的大學是「權宜之計」。按蘋果日報所指，樹仁大學多名教員捲入學位醜聞，在校學生、家長對學校的信心有一定的影響。有家長指事件令仁大蒙羞，若最終證實教職員的學位有問題，將很大機會不讓子女報讀；亦有學生憂慮事件影響僱主對畢業生的觀感。

### 國力書院「神奇後門」醜聞
至2016年1月，蘋果日報再報導，樹仁大學去年委託國力書院招收碩士生，期間國力與樹仁的「內應」合作，為學生提供「預知面試題目」、「預先審批」及「延長截止日期」服務，申請者主要是內地生。報導指於樹仁的內應，正是工商管理學系行政系主任司徒永富。
2017年1月，樹仁大學表示，有5名曾修讀國力書院課程的教員已離任，包括疑與國力書院合作招生的前工商管理學系行政系主任司徒永富，司徒永富於2016年暑假以健康理由辭去工商管理學系行政系主任一職，2016年9月起已不再於該校任教。

### 「入樹仁悔終生、OU恆管更稱心」直幡
2016年7月13日，文憑試考生放榜後，樹仁大學慧翠道研究院綜合大樓地盤外，掛上了兩幅分別寫上「入樹仁悔終生」及「OU恒管更稱心」的直幡，並貼出多張圖文並茂的「大字報」力數樹仁12宗罪，包括被《蘋果日報》踢爆多名懷疑學歷造假的導師至今仍有任教、學校設備如中學又殘舊、食堂食物質素差，甚至混雜膠片、牙線和玻璃等問題。校方向學生及教職員發出通告，指根據知情學生舉報，已確認有關行動由樹仁學生會3名現屆幹事成員所為，校方對此深表遺憾及失望。有新聞系畢業生表示，對此不成熟行為感到心痛，斥他們「倒學校米」、「斷人衣食」。

### 串燒店贊助工商管理學系系會食物後，學生集體失蹤事件
2017年3月，媒體報道紅磡一間串燒店2月底應樹仁大學第七屆工商管理學系系會學生要求，承諾本月10日為該系會就職典禮贊助一盆燒雞翼及一盆魚蛋。不過在就職典禮當日，店方廚師提早返店準備食物，更購買兩個大型錫紙兜，惟一直等到晚上6時44分仍未見學生蹤跡。店方根據合約上的電話致電聯絡，但一個無法接通、一個未有接聽，更一度尋找該校其他學生了解。其後店方最終聯絡到該系學生，惟學生回應「已經whatsapp咗你」、「打過俾你但唔通」、「我哋好多同學發緊燒」、「唔好意思」。事件在社交網站Facebook專頁SYU Secrets被公開後，網民直斥「放飛機」的學生「真係好衰」。
店主女兒接受《明報》查詢時說，有關學生最初尋求贊助時態度誠懇有禮，詎料最後得到不負責任的結果。
店主弄得一肚氣，但得不到一個滿意的答覆，她於是有感而發，認為現今的大學生質素太差，良莠不齊，他認為不是所有樹仁學生都是如此品質惡劣，但肯定對樹仁大學工商管理學系的學生有非常負面的印象，日後會否再贊助大學生活動，要小心考慮。
樹仁大學學生會外務副會長黃獾一表示，如事實屬實，會感到遺憾，又認為同學的行為不負責任，應道歉及出來回應事件。有學生害怕這件事會對自己的前途有影響，像是找工作：「我是最後一年的，可能在找工作時被問到這件事，或僱主可能會標籤了樹仁的學生都是這樣。」

### 仁大英文系新舊系主任 公開發信互轟事件
2021年2月，Storey向前系主任、現任教授王建元發警告信，並發表公開信，稱會上有人挑戰其作為系主任的權威，作出不實和歪曲的指控，不點名指有系內的女性主義者，不歡迎白人男性作為他們的領導者，有人更在他上任前已想趕走他等。其後王建元教授發信回座，Storey聲稱受到種族和性別歧視的說法，並無事實根據。時任副系主任任珮琁博士、時任協理學術副校長（教學發展）的副教授陳潔詩博士，與王建元教授三人更聯名發公開信，回應Storey處理系內課程問題手法不妥，並指他稱三人意圖趕走他的言論實屬誹謗。
2021年6月10日，《星島日報》報道，樹仁大學英文系標榜文化研究和翻譯等跨範疇學習，但去年上任的系主任Peter Storey有意改革，把課程「走回頭路」為教學型英文，引發學生、校友及教員不滿；超過三百名該校校友聯署向教育局投訴，質疑Storey資歷不足以勝任該職、校方未按程序任命等問題。
樹仁校方回應報道，指校方高度重視事件，校務委員會已成立專責小組跟進，深入了解事件，並將向校委會及校董會匯報；教育局亦與評審局聯繫和跟進。

## 軼聞

### 「反送中」之表態
作為大專院校之一，對於反修例風波的表態甚受各界關注，副校監胡懷中先後兩次向樹仁仝人發信，首次發信表達校方欣賞青年勇於表達意見和爭取理想與公義，並希望同學秉持校訓「敦仁博物」的精神，作出無悔青春的抉擇；第二次發信指出如果學生參與罷課，將不視作缺席，同學不會因為缺席課堂而受到懲罰。校方會將罷課期間的課堂內容上載到網上平台，學生可以自行參閱和學習，校方立場是「罷課不罷學」。同時，法商系老師組成團隊依法保障同學的法律權利；又讚揚「反送中」運動中「展現了輕人無限創意及擅（善）用社交媒體的能力，及香港人文明守法的優良風範」。
在「反送中」運動以來，樹仁大學校方對於學生參與抗爭，以至組織罷課的取態一直較為開明，備受網民讚賞。校方發出上述信件後，由於是首間就學生罷課表態的大專院校，獲網民盛讚「有風骨」，亦令網民相當驚訝，因為一直以來給予人「紅底」（親中）的印象，是次取態令人大跌眼鏡。更有網民在連登討論區稱樹仁是「香港第一大」，樹仁一向對出席率要求十分嚴格，一個學期缺席兩課堂就不得考試，全科重修，但是次表明學生不會因為缺席課堂而受到懲罰乃是極大落差；亦表揚樹仁雖然收生成績遠不及其他資助大學，但在大是大非前有最高尚的品德。然而有人指出只是由於樹仁是私立大學，既沒有受政府資助又不是由行政長官出任校監，所以才如此敢言。

### 雜項
- 直至離世前數年，鍾期榮校長一直親力親為管理樹仁，不少傳媒報道過她許多軼事，例如在學校裏見到學生穿着拖鞋來上學，必嚴厲批評，着學生返家換鞋，又例如在學校親自巡邏班房，看學生缺席情況，甚至自己清掃校園[64]。
- 多年前，每天清晨都有一架「無人駕駛」的私家車開進學校來，風雨不改。其實駕駛者是身子矮小的鍾校長。
- 樹仁位於寶馬山上，食肆稀少，質素亦參差，有説「願意留在寶馬山上用膳的都是勇者」的笑言[65]。
- 於寶馬山上的便利店7-Eleven，店如其名，晚上11時關門；而該處設置總站之過海隧道巴士108線也是晚上 11:30 開出尾班車。

## 取景
1992年無綫電視銀禧廿五周年台慶劇集、韋家輝監製的大時代，丁孝蟹接送方婷暨擁抱接吻的一幕，拍攝地方為大學教學大樓門前取景。。

## 外部連結
- 官方网站

22°17′10″N 114°11′53″E / 22.286196°N 114.197945°E